# Józef Częścik

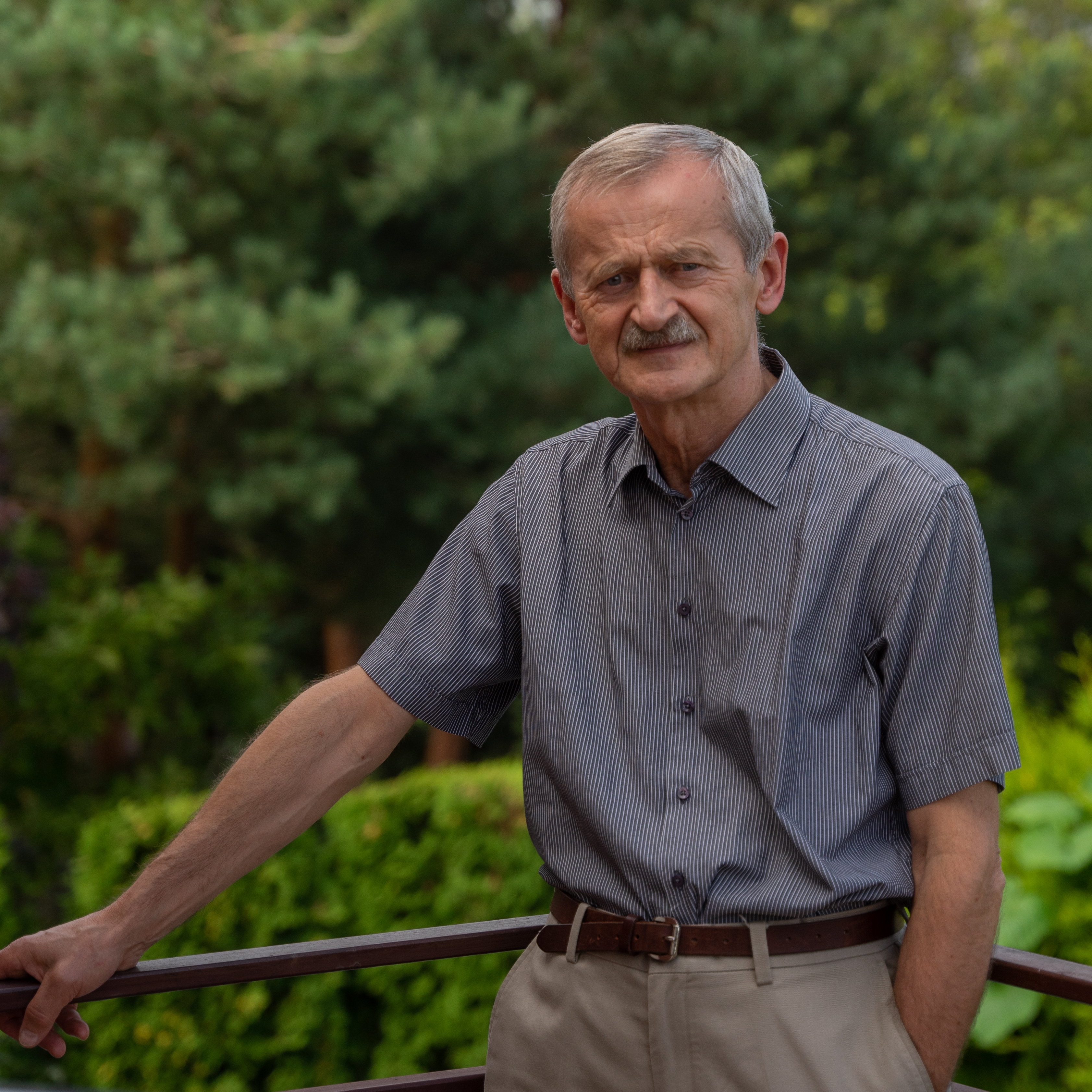
Józef Częścik

Józef Częścik, znany też pod pseudonimem literacko-filozoficznym Zellker (ur. 19 czerwca 1955 w Makowie Mazowieckim) – pisarz, filozof, autor książek edukacyjnych, współwłaściciel GW Harmonia (wraz z synem Wiktorem), esperantysta, były wydawca i redaktor naczelny.
W latach 1974–1979 studiował filologię polską na Katolickim Uniwersytecie Lubelskim. Przez rok jeszcze pozostał na KUL (do 1980), uczęszczając na wykłady z filozofii. Studiował też zarządzanie małymi i średnimi przedsiębiorcami na Politechnice Gdańskiej. W latach osiemdziesiątych pracował w szkole i gdańskim Pałacu Młodzieży. W 1993 roku założył Wydawnictwo Harmonia, które z czasem przekształciło się w Grupę Wydawniczą Harmonia.
Debiutował w lubelskiej „Kamenie” w 1977 roku jako aforysta. Publikował m.in. we wspomnianej „Kamenie”, „Barwach”, „Fikcjach i Faktach”, „Metaforze”, „Wyspie”, „Literatura Foiro”, „Pola Esperantisto”. Opublikował kilka utworów literackich i dzieł filozoficznych. Jest też autorem książek edukacyjnych z zakresu gramatyki, ortografii i interpunkcji.
Żonaty, ma dwoje dzieci.

Wykaz książkowych utworów literackich:
- Dobra Nowina według J. C. (1993)
- Kruszynka i Kolczasty (1999)

Wykaz opublikowanych dzieł filozoficznych (pod pseudonimem Zellker):
- Lazurowa idea – tom I: O rzeczywistości (2022)

Wykaz ważniejszych publikacji edukacyjnych:
- Gramatyka, co z głowy nie umyka
- Ortografia, co do głowy trafia
- Interpunkcja, czyli przestankowanie, co w głowie zostanie
- Wesoła gramatyka
- Tęczowa gramatyka